# Mijo Gorski

Wappen Mijo Gorski

Mijo Gorski (* 17. September 1952 in Mihovljan, SR Kroatien, Jugoslawien) ist Weihbischof in Zagreb.

## Leben
Mijo Gorski empfing am 26. Juni 1977 das Sakrament der Priesterweihe. Im gleichen Jahr wurde er auch als Theologe promoviert. Er war zunächst als Gemeindepfarrer tätig, ehe er 2002 zum Rektor der theologischen Fakultät am Priesterseminar von Zagreb berufen wurde. Seit 2008 war Gorski Kanonikus des Domkapitels von Zagreb.
Am 3. Mai 2010 ernannte ihn Papst Benedikt XVI. zum Titularbischof von Epidaurum und bestellte ihn zum Weihbischof in Zagreb. Der Erzbischof von Zagreb, Josip Kardinal Bozanić, spendete ihm am 3. Juli desselben Jahres die Bischofsweihe; Mitkonsekratoren waren die Weihbischöfe in Zagreb, Valentin Pozaić SJ und Ivan Šaško. In der kroatischen Bischofskonferenz ist Mijo Gorski Vorsitzender des Ausschusses für junge Menschen.